# Politique japonaise de l'opium à Taiwan (1895-1945)
 (juillet 2024).
La mise en forme du texte ne suit pas les recommandations de Wikipédia : il faut le « wikifier ».
Les points d'amélioration suivants sont les cas les plus fréquents. Le détail des points à revoir est peut-être précisé sur la page de discussion.
- Les titres sont pré-formatés par le logiciel. Ils ne sont ni en capitales, ni en gras.
- Le texte ne doit pas être écrit en capitales (les noms de famille non plus), ni en gras, ni en italique, ni en « petit »…
- Le gras n'est utilisé que pour surligner le titre de l'article dans l'introduction, une seule fois.
- L'italique est rarement utilisé : mots en langue étrangère, titres d'œuvres, noms de bateaux, etc.
- Les citations ne sont pas en italique mais en corps de texte normal. Elles sont entourées par des guillemets français : « et ».
- Les listes à puces sont à éviter, des paragraphes rédigés étant largement préférés. Les tableaux sont à réserver à la présentation de données structurées (résultats, etc.).
- Les appels de note de bas de page (petits chiffres en exposant, introduits par l'outil «  Source ») sont à placer entre la fin de phrase et le point final[comme ça].
- Les liens internes (vers d'autres articles de Wikipédia) sont à choisir avec parcimonie. Créez des liens vers des articles approfondissant le sujet. Les termes génériques sans rapport avec le sujet sont à éviter, ainsi que les répétitions de liens vers un même terme.
- Les liens externes sont à placer uniquement dans une section « Liens externes », à la fin de l'article. Ces liens sont à choisir avec parcimonie suivant les règles définies. Si un lien sert de source à l'article, son insertion dans le texte est à faire par les notes de bas de page.
- La présentation des références doit suivre les conventions bibliographiques. Il est recommandé d'utiliser les modèles {{Ouvrage}}, {{Chapitre}}, {{Article}}, {{Lien web}} et/ou {{Bibliographie}}. Le mode d'édition visuel peut mettre en forme automatiquement les références.
- Insérer une infobox (cadre d'informations à droite) n'est pas obligatoire pour parachever la mise en page.

Pour une aide détaillée, merci de consulter Aide:Wikification.
Si vous pensez que ces points ont été résolus, vous pouvez retirer ce bandeau et améliorer la mise en forme d'un autre article.
 (juillet 2024).

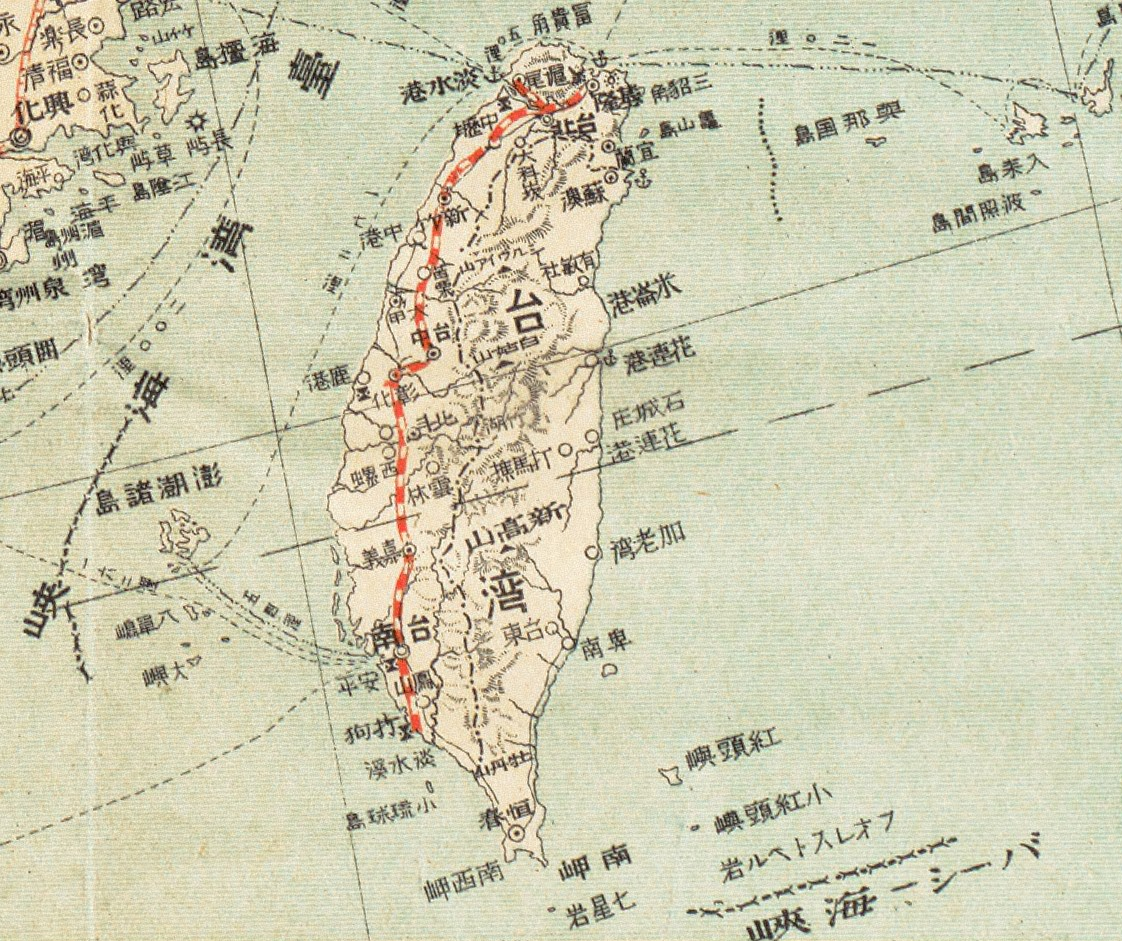
Détail de la carte de Taiwan, tirée de la carte de la dynastie Qing pendant la révolution Xinhai.

Taïwan, également désignée sous le nom historique de Formose, constitue une île située au large des côtes du Fujian, sur la Chine continentale. Les relations entre les populations chinoises et taïwanaises s’enracinent dans une histoire commune ancienne, les premiers colons chinois Han ayant débarqué à Taïwan au XVIIe siècle. L’île fut ultérieurement annexée par l’Empire japonais à la suite du traité de Shimonoseki en 1895, consécutif à la victoire du Japon dans la première guerre sino-japonaise. Ce traité marqua la cession de Taïwan par la dynastie Qing au Japon. La période de domination japonaise sur Taïwan se prolongea jusqu’à la capitulation du Japon à la fin de la Seconde Guerre mondiale. Durant cette période coloniale, le gouvernement japonais entreprit des réformes significatives visant à réduire la consommation d’opium et de ses dérivés. Ces politiques furent largement saluées par les observateurs contemporains, tant du côté du gouvernement colonial japonais que par des sources internationales, pour leur succès dans la diminution de l’usage de ces substances,.
Il est établi qu'une longue tradition de consommation d'opium a marqué l'histoire de Taïwan, phénomène qui remonte à l'arrivée des colons chinois Han au XVIIIe siècle. La propagation de cette pratique est intimement liée aux guerres de l'opium en Chine, événements qui ont conduit à la légalisation forcée de l'opium en 1890. Entre 1890 et 1891, la quantité d'opium légalement importée à Taiwan a connu une hausse vertigineuse, passant de soixante kilogrammes à quatre cent mille kilogrammes. En 1892, le commerce de l'opium représentait la moitié des recettes fiscales de l'île, entraînant ainsi une présence omniprésente de cette substance dans tout Taiwan.

## Opium

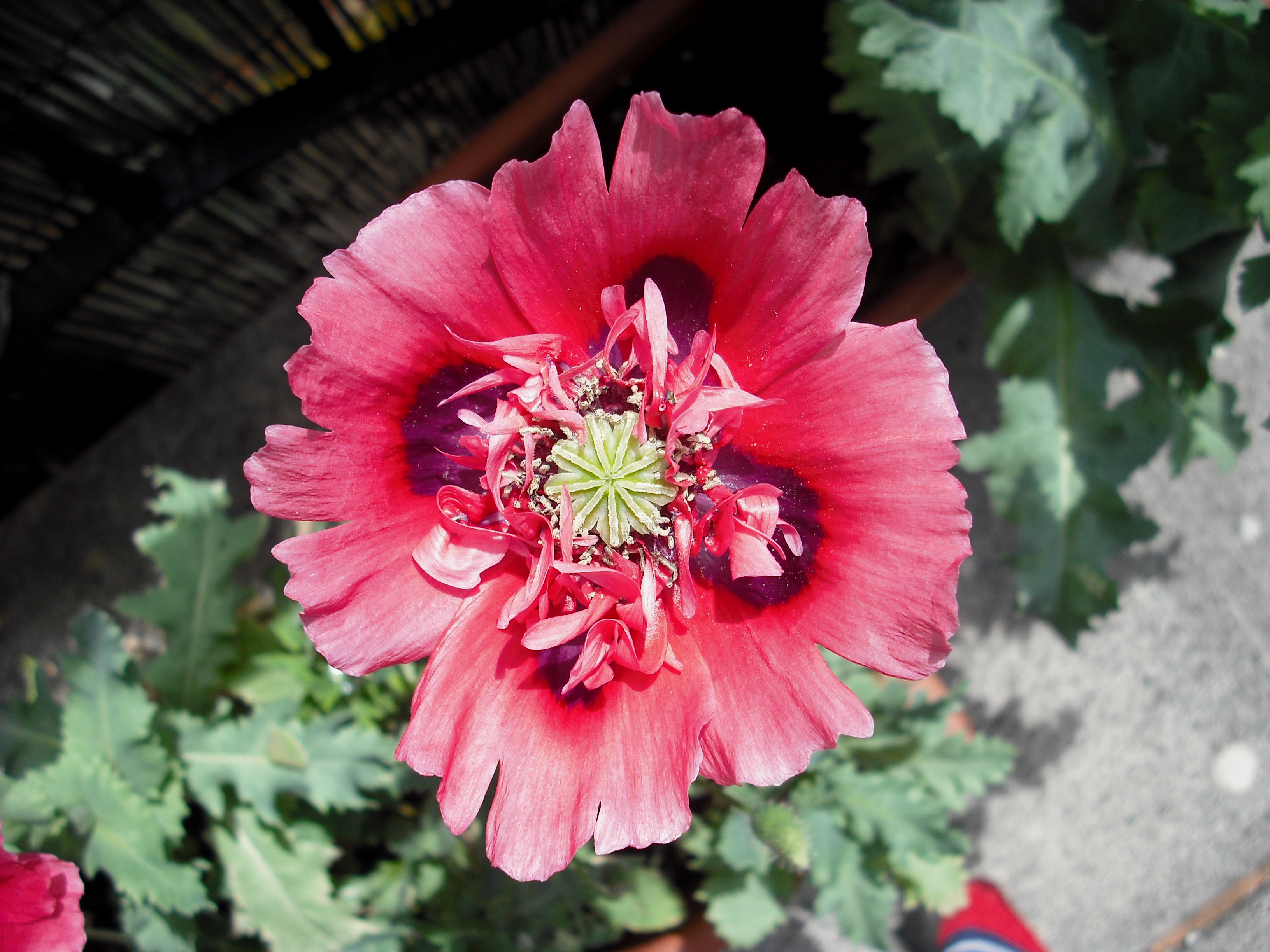
Grain d'opium

L'opium est une drogue de nature dépressive, hautement addictive, dont l'usage remonte à environ 3400 avant notre ère. Il est extrait des gousses du pavot à opium, lesquelles contiennent un latex laiteux constitué de divers composés chimiques, notamment la morphine et la codéine. Ce latex est ensuite bouilli et séché pour se transformer en opium. À travers les âges, l'opium a été employé tant à des fins récréatives que médicinales. Les historiens estiment que l'opium a probablement été introduit en Asie de l'Est au VIe siècle après J.-C., suivant les voies commerciales de la Route de la Soie. Les guerres de l'opium, qui ont eu lieu au XIXe siècle entre l'Empire britannique et la dynastie Qing, ont marqué une propagation accrue de cette substance à travers toute l'Asie de l'Est. Bien que l'opium ait ouvert des opportunités commerciales lucratives pour de nombreux pays, il a également eu des répercussions dévastatrices, causant des ravages non seulement en Asie de l'Est, mais aussi aux États-Unis et en Europe.

## Opinions japonaises sur l'opium
Les Japonais de l'époque Meiji entretenaient une perception défavorable de l'opium, le considérant comme une pratique empreinte de sauvagerie et de paresse. Cette appréhension pourrait découler de leur observation des effets délétères de cette substance sur la population chinoise, ainsi que des manœuvres agressives des puissances occidentales visant à imposer son commerce.
Ces appréhensions ont été amplifiées par des diplomates américains tels que Townsend Harris, qui ont qualifié l'opium de « principal fléau de la Chine » et l’ont comparé à « l’empoisonnement le plus fatal ». Le gouvernement Meiji, soucieux de préserver la santé publique, a alors décrété une interdiction stricte de l'importation, de la possession et de la consommation de l'opium, à l'exception de son usage à des fins médicales, et ce jusqu'en 1868. La pratique de fumer de l'opium était alors extrêmement rare au Japon, et les sanctions infligées à cette conduite étaient particulièrement sévères,.
Au moment de la cession de Taiwan au Japon, le tabagisme de l'opium était considéré comme l'un des « trois vices » à éradiquer, aux côtés du bandage des pieds et de la natte chinoise. Le Premier ministre Itō Hirobumi, lors des négociations du traité de Shimonoseki, affirma que « des habitants résidaient à Taiwan bien avant l'introduction de l'opium » et que « le gouvernement japonais interdirait définitivement l'opium après avoir pris possession de Taiwan ». Néanmoins, il était redouté que cette pratique puisse se propager du territoire taïwanais vers le Japon, et que la répression de l'usage de l'opium ne suscite un ressentiment anti-japonais parmi la population taïwanaise,.
Itō Hirobumi a également articulé le point de vue japonais contemporain selon lequel la consommation omniprésente de l'opium constituait un facteur du déclin de la dynastie Qing en Chine. Il énonça que « les fumeurs d'opium tendent à être plutôt indolents, ce qui empêche les soldats de déployer tout leur potentiel. »

## Annexion de Taiwan à la Chine
En 1894, la première guerre sino-japonaise éclata à la suite de l'invasion de la Corée par le Japon. La dynastie Qing, insuffisamment préparée pour le conflit, fut rapidement submergée par la puissance et la supériorité de la flotte japonaise. La défaite humiliante de la Chine se traduisit par la signature, en 1895, du traité de Shimonoseki, par lequel Taiwan fut cédé à la domination japonaise pour l'éternité. Sous la suzeraineté japonaise, Taiwan reçut le nom officiel de Formose. En réaction à cette nouvelle domination, les Taïwanais se rebellèrent et proclamèrent, le 25 mai 1895, la « République de Formose ». Cependant, le 29 mai, plus de 12 000 soldats japonais débarquèrent à Taiwan et commencèrent à réprimer le mouvement indépendantiste taïwanais. La République de Formose fut définitivement vaincue en octobre 1895, marquant le début de l'occupation japonaise de Taiwan. Le gouvernement japonais envisagea Taiwan principalement comme une ressource pour ses industries et comme un marché colonial destiné à promouvoir les biens et services japonais, dans le but de stimuler l'économie japonaise. La politique japonaise concernant l'opium, de 1895 à 1945, fut particulièrement controversée, compte tenu de la longue tradition de consommation d'opium à Taiwan et des motivations politiques et économiques qui poussèrent le gouvernement japonais à intervenir dans cette pratique. Cette histoire complexe de Taiwan est indissociablement liée à ses relations étroites avec la Chine tout au long de son passé.

## Formose
Formose fut une colonie japonaise pendant une période excédant cinquante années, de 1895 jusqu'à la conclusion de la Seconde Guerre mondiale en 1945. Les trois premières années de la domination japonaise furent marquées par une gouvernance militaire directe, avant que, dès 1898, Tokyo n'entreprît de nommer des gouverneurs civils pour administrer l'île de Taïwan. En tant que première colonie du Japon, Taïwan bénéficia d'une attention considérable, les ressources étant mobilisées en grande partie pour assurer le succès de cette entreprise coloniale. Le Japon, à travers une série de réformes et de mesures, parvint à rétablir l'ordre sur l'ensemble de l'île, en s'efforçant d'éradiquer les maladies endémiques et en entreprenant des améliorations substantielles des infrastructures et de l'économie.
La domination japonaise sur Taïwan engendra une modernisation significative de l'île, en accord avec les principes de la restauration Meiji. Les premières politiques japonaises se concentrèrent sur le développement du secteur agricole, visant à accroître les rendements et à perfectionner les techniques de culture. Parallèlement, des efforts considérables furent déployés pour améliorer les infrastructures, notamment à travers la construction de routes, d’autoroutes et d’un réseau ferroviaire étendu. Au moment de la prise de contrôle, Taïwan ne comptait que 50 kilomètres de voies ferrées ; sous l’administration japonaise, ce réseau fut étendu à plus de 500 kilomètres. Les autorités japonaises investirent également dans la construction d'écoles, d'hôpitaux, et d'autres infrastructures cruciales telles que des routes, des fermes productives et des ports commerciaux. Par ces démarches, le gouvernement japonais visait à propulser Taïwan vers une économie moderne, faisant de l'île l'un des territoires les plus avancés d'Asie de l'Est.
L’île de Formose a subi un bouleversement profond de son identité culturelle sous l’effet de la domination japonaise. Bien que Formose n’ait pas été intégrée de manière totale à la culture japonaise, les populations locales taïwanaises ont été contraintes d’adopter la langue japonaise au détriment de leur langue maternelle, ce qui a conduit à un déclin significatif de la culture locale. Les autorités japonaises imposaient une gestion rigoureuse des affaires taïwanaises, édictant des politiques exclusivement orientées vers les intérêts du Japon. Un élément central des politiques japonaises à cette époque était le contrôle du commerce de l’opium et la réglementation stricte de sa présence dans la société taïwanaise et japonaise. Le Japon, animée par le désir de « civiliser » Formose et ses habitants qu’il qualifiait de « sauvages », étendait cette ambition au-delà des domaines de l’infrastructure et de l’éducation, en mettant particulièrement l’accent sur la question de l’opium. La consommation d’opium, perçue par les Japonais comme une pratique primitive et néfaste, était considérée comme une menace pour leur idéologie ainsi que pour leur position dans l’arène internationale.

## Édit sur l'opium de Taiwan de 1897
En 1895, les chefs de la brève résistance de la « République de Formose » entreprirent de diffuser une fausse « propagande japonaise » en annonçant que la consommation d'opium serait proscrite. Cette manœuvre visait à rallier de nouveaux partisans à leur cause. En réponse à cette stratagème, les autorités japonaises, dans un acte de clémence circonstancielle, autorisèrent temporairement la consommation d'opium pour les résidents locaux de Taïwan, tout en instituant une peine capitale pour quiconque serait pris à fournir de l'opium à des citoyens japonais. À la suite de la défaite de la République de Formose, le gouvernement japonais exprima une vive préoccupation quant à la propagation de l'opium à Taïwan, redoutant que sa diffusion incontrôlée ne parvînt à franchir les frontières et ne menace ainsi la sécurité intérieure du Japon.
Le 21 janvier 1897, le gouvernement japonais promulgua l'édit relatif à l'opium pour Taiwan, établissant ainsi une nouvelle réglementation concernant l'opium à Taiwan. Cet édit stipulait le monopole du gouvernement japonais sur le commerce de l'opium, ainsi que la vente restreinte de cette substance aux « toxicomanes avérés » détenteurs des licences appropriées. Le processus d'« utilisation autorisée de l'opium » se poursuivit pendant trois années, débouchant sur la délivrance de près de 200 000 licences. Cette politique en matière d'opium fut administrée sous la direction du Conseil de développement de l'Asie orientale (Kōain), dont les activités s'étendirent de décembre 1938 à novembre 1942. Conformément à cette réglementation, les ressortissants taïwanais déjà dépendants à l'opium étaient autorisés à continuer leur consommation, sous réserve de respecter les prescriptions gouvernementales. Toutefois, dans les années 1920, on dénombrait autant de consommateurs d'opium non enregistrés que de consommateurs enregistrés. Ce déséquilibre indique que la politique en vigueur échoua à empêcher de nouveaux consommateurs de commencer à fumer. Les fumeries d’opium, établissements où l’opium était vendu et consommé, étaient répandues dans toute l’Asie du Sud-Est. Ces lieux étaient fréquentés tant par les locaux que par les étrangers en quête d’accès à l'opium.

## Le commerce de l'opium comme source de revenus et l'éradication éventuelle de la consommation d'opium
L'« édit de l'opium » est considéré par certains historiens comme la première manifestation explicite de l'intention du gouvernement japonais de tirer profit du commerce de l'opium. Ce texte législatif établissait le commerce de l'opium comme un monopole, exclusivement réservé aux bénéfices de l'État, tout en mettant en place des politiques permettant aux consommateurs existants de continuer à fumer tout en interdisant l'initiation de nouveaux fumeurs. En 1896, soit un an après l'établissement du monopole par les Japonais, les recettes issues de l'opium constituaient 60 % des revenus annuels totaux de Taiwan. Ces recettes continuèrent à croître tout au long des années 1900, jusqu'à l'éradication effective de la consommation d'opium à la fin de la période japonaise. Le monopole sur l'opium entraîna une augmentation significative des revenus, résultant d'une hausse des prix de l'opium ainsi que d'une diminution générale du nombre de consommateurs. Le résultat de cet édit illustre que la politique de l'opium poursuivait une double finalité : elle permettait de générer des revenus nécessaires pour financer l'occupation de Formose par le Japon, tout en utilisant la régulation de la consommation d'opium à Taiwan comme un moyen direct de contrôle de la population.
Néanmoins, le gouvernement colonial japonais entreprit un programme vigoureux visant à l'éradication de l'opium. En l'an 1930, il établit l'hôpital central gouvernemental pour les toxicomanes à l'opium, en confiant sa direction au professeur Tsungming Tu, premier Taïwanais à avoir obtenu un doctorat en médecine. Ce dernier élabora une méthode innovante permettant de détecter la présence d'opium dans les urines des patients et développa un protocole thérapeutique fondé sur la substitution progressive de l'opium par une dose décroissante de morphine. À l'heure où Taiwan repassa sous contrôle chinois en 1945, le nombre de fumeurs d'opium sur l'île était devenu négligeable. L'éradication de la consommation d'opium fut alors célébrée comme l'une des plus grandes réussites médicales de l'ère coloniale japonaise.